# Chitta, Bidar
Chitta là một làng thuộc tehsil Bidar, huyện Bidar, bang Karnataka, Ấn Độ.